# Sacrificio quaresimale
Un sacrificio quaresimale è una rinuncia volontaria, motivata spiritualmente, a un piacere o un lusso a cui la maggior parte dei cristiani (soprattutto cattolici, luterani, anglicani, metodisti, moravi e riformati) rinuncia per l'osservanza della Quaresima, che inizia il Mercoledì delle ceneri. La tradizione della Quaresima ha le sue radici in Gesù Cristo che prega e digiuna per quaranta giorni nel deserto secondo i vangeli di Matteo, Marco e Luca. Al termine della Quaresima e all'arrivo della domenica di Pasqua, i fedeli possono concedersi ciò che hanno sacrificato durante il periodo quaresimale.
Le denominazioni cristiane spesso stabiliscono determinati requisiti per la pratica del digiuno, come quelli che si trovano nella costituzione apostolica di papa Paolo VI Paenitemini nella Chiesa cattolica e nel Libro delle preghiere comuni nell'anglicanesimo, ad esempio. Oltre all'osservanza di leggi speciali sul digiuno, si raccomandano anche altre forme di ascesi e di penitenza. I fedeli sono incoraggiati a praticare la preghiera più intensamente e a partecipare maggiormente alle funzioni religiose e alle devozioni (ad esempio la Via Crucis). Allo stesso modo, dovrebbero fare più opere di misericordia e fare l'elemosina. Una tale penitenza o un'opera buona, come una donazione data come offerta durante la Quaresima, è chiamata sacrificio quaresimale.
I comuni sacrifici quaresimali includono l'astensione da piaceri come caffè, dolci, zucchero e bevande alcoliche. Alcuni cristiani scelgono di praticare la temperanza per tutto il tempo quaresimale, rinunciando così alle bevande alcoliche; alla luce di ciò, le bevande della temperanza sperimentano un'ondata di popolarità durante la stagione quaresimale. Altri, il primo giorno di Quaresima, si impegnano a rinunciare a comportamenti peccaminosi, come usare le parolacce, e sperano di liberarsi definitivamente di queste abitudini anche dopo l'arrivo del tempo pasquale. Durante il sacrificio quaresimale, è consuetudine che i cristiani che lo fanno preghino per avere la forza di mantenerlo; molti spesso desiderano che lo facciano anche gli altri, ad es. "Che Dio benedica il tuo sacrificio quaresimale".
Molti cristiani sacrificano il consumo di carne e si impegnano nel vegetarianismo cristiano per l'intero periodo quaresimale. È comune per molti cristiani (soprattutto cattolici, luterani, anglicani e metodisti) osservare il digiuno o l'astinenza dalle carni nei venerdì di Quaresima. 
Il clero cristiano, sia cattolico sia metodista, ha talvolta incoraggiato i fedeli a non rinunciare ai social media per la Quaresima poiché credono che i cristiani possano usare i social media per l'evangelizzazione.
Oltre a compiere il loro sacrificio quaresimale, molti cristiani scelgono di aggiungere una disciplina spirituale quaresimale, come leggere quotidianamente la Bibbia o un altro libro di spiritualità o pregare attraverso un calendario quaresimale, per avvicinarsi a Dio.